# Thangjing Hill
Thangjing Hill är ett berg i Indien.   Det ligger i distriktet Churachandpur och delstaten Manipur, i den östra delen av landet, 1 700 km öster om huvudstaden New Delhi. Toppen på Thangjing Hill är 2 082 meter över havet.
Terrängen runt Thangjing Hill är varierad. Thangjing Hill är den högsta punkten i trakten. Runt Thangjing Hill är det tätbefolkat, med 762 invånare per kvadratkilometer. Närmaste större samhälle är Moirāng, 12,2 km öster om Thangjing Hill. Omgivningarna runt Thangjing Hill är en mosaik av jordbruksmark och naturlig växtlighet.